# 야구9단

## 게임규칙
일주일 동안 한 시즌을 치르게 된다. 정규 페넌트레이스는 현실 시각으로 일요일 오전 10시부터 1시간 마다 경기를 진행하여 총 마음대로 짜놓은 시나리오를 움직일 뿐인 것 같다. 능력치와 관계 없는 결과가 나오는 경우가 생각보다 많다. 하지만 대체로 능력치가 높을수록 성적이 잘 나온다.

### 리그 구성
야구9단의 리그는 루키리그-아마추어리그-세미프로리그-프로리그-마스터리그-월드리그-슈퍼리그가 있다. 처음엔 루키리그에서 시작하여, 일부 예외를 제외하면 승격과 강등을 통하여 순차적으로 다른 리그로 이동할 수 있다.
또한, 최종 순위에 따라서 보상이 주어지며, 기타 자신의 팀 소속 선수가 타이틀을 획득하였을 때도 추가 보상이 주어진다. 이 보상들은 상위리그로 갈수록 양이 증가한다.

#### 루키리그
최초 구단 생성시 소속되는 리그이다. 구단이 생성된 시점부터 리그가 진행된다. 금요일 오후 5시 이후에 구단을 생성한 경우에는 시범루키리그로 소속된다. 또한 시즌구구이 끝난 뒤 리그 순위와 상관없이 모든 팀이 아마추어리그로 승격한다. 또한 루키리그에서 아마추어리그로 승격 시에는 선수단의 연봉을 지급하지 않는다.

#### 월드리그, 슈퍼리그
월드리그 이상에서는 포스트시즌의 규칙이 아마추어리그~마스터리그와 다르다. 잔류 플레이오프가 없는 대신, 플레이오프에 6개 팀이 참가하며 7위팀과 8위팀은 포스트시즌 진행 없이 그대로 최종 7위, 8위가 된다. 또한 준플레이오프 이전에 준준플레이오프가 존재한다. 준준플레이오프1은 3위팀과 6위팀이, 준준플레이오프2는 4위팀과 5위팀이 맞붙으며, 상위 순위 팀한테 1승을 더해 준 상태에서 3판 2선승제로 진행하게 된다. 준준플레이오프를 승리한 두 팀은 준플레이오프에 진출한다. 준플레이오프 이후의 포스트시즌은 기타 리그와 동일하며, 한국프로야구와도 같은 방식으로 진행된다. 최종순위는 다음과 같이 결정된다.
- 1위 - 한국시리즈 승자
- 2위 - 한국시리즈 패자
- 3위 - 플레이오프 패자
- 4위 - 준플레이오프 패자
- 5위 - 준준플레이오프2 패자
- 6위 - 준준플레이오프1 패자

### 구단 운영
선수 스카우트와 FA시장에서의 선수 매매 등을 통해서 선수 영입/방출을 할 수 있다. 또한, 선수를 유학이나 휴양 등을 통해서 관리가 가능하며, 돈이 떨어지게 되면 파산하게 될 수도 있다.

### 특수 선수
야구9단에는 이름 뒤에 A, G, K, P, 上, M, R 등이 붙어있는 특수선수들이 있다. 이 특수선수들은 같은 이름의 일반 선수들(이름 뒤에 다른 것이 붙어있지 않은 선수들)에 비해 기본 능력치가 일정량 높게 설정되어 있다. (단, 2011년 이후 올스타 선수는 상반기 선수 기준이며, 2012년 스프링캠프 선수들과 상반기 선수들은 다른 스탯을 기준으로 별개의 스탯이 주어졌다.)
| 이름       | 약어 | 선정 기준         | 추가 능력치                                                           |
| ---------- | ---- | ----------------- | --------------------------------------------------------------------- |
| 올스타     | A    | 올스타 선정       | 타자 : 정확, 파워, 선구안, 주력+1 / 투수 : 구속, 구위, 변화구, 제구+1 |
| 골든글러브 | G    | 골든글러브 수상   | 타자 : 정확, 수비+2 / 투수 : 제구, 체력+2                             |
| 국가대표   | K    | 국가대표 선발     | 타자, 투수 모두 정신+3                                                |
| 프리시즌   | P    | 팀별 5명정도 선정 | 별개의 스탯(2013년 스프링캠프 성적 기준)                              |
| 상반기     | 上   | 상반기 출전       | 별개의 스탯(각 시즌 상반기까지의 성적 기준)                           |
| MVP        | M    | MVP 선정          | 타자, 투수 모두 전 능력치+3                                           |
| 신인왕     | R    | 신인왕 선정       | 타자 : 파워, 주력+3, 정확+2 / 투수 : 구위, 변화+3, 제구+2             |

스프링캠프가 아니라 PRE-시즌이다.
중요한 것은, 알파벳이 달린 선수들은 특수능력이 하나 달려있다는 것이다
(불사신,포커페이스,타제,무드남,에이스)등 능력치를 상당히 올린다.

### 기타 특징
1. 강제로 선수를 선수 고유의 수비 위치가 아닌 다른 포지션에 투입시킨다면 경고가 뜨며, 수비위치가 맞지 않아 실책이 나올 확률이 높아진다. 경고를 무시하고 계속 출전하게 되는 경우 극심한 슬럼프에 걸리게 되어 일정 경기 동안 능력치가 최하 수준으로 떨어지게 된다.
2. 선수들의 연봉이 레벨에 따라서 고정되어 있다.[3]
3. 선수들이 성장과 노쇠를 하며 선수들의 레벨이 오르고 내려간다. 하지만 플레잉코치라는 아이템[4]을 이용하여 선수를 무한히 소유할 수도 있게 되었다. 만약 선수의 나이가 45살이 넘으면 선수가 자동으로 은퇴하고 올드선수가 그 자리를 메운다. 올드선수들은 81년도 선수로 표시되며 모든 능력치가 19~21이고, 학력은 한국고-한국대로 표시된다.
4. 성장타입이라는 기능이 생겨나 성장타입이 적용된 능력치는 다른 능력치보다 더 빠르게 변동[5] 시킬 수 있다. 선수를 영입할 때 성장타입이 정해지나, 성장타입이 적용되는 능력치와 등급은 다르다. 성장타입 등급은 S,A,B,C,D 가 있고, S에 가까울 수록 스탯이 더 빠르게 변화 한다. 또한 자세교정이라는 것으로 CP를 사용해 등급을 올리거나[6] 적용되는 능력치를 바꿀 수 있다. 자세교정 시도시 레벨별 사용 CP가 다르다.[7]
5. 이호성(연쇄살인범)을 제외하면 선수들이 한국프로야구에 한 경기라도 출장했을 시 선수 데이터에 나온다.
6. 박현준과 김성현은 승부조작 사건, 서튼은 한국프로야구은퇴선수협회 초상권 계약 문제로 인해 이름이 변경되어 있고(각각 김현, 박현, 슈톤) 스카우트, 드래프트, 우승보상으로 얻을 수 없다.
7. 사진 오른쪽 위에 노란색 ★ 표시가 있는 선수들은 원래부터 레벨이 10이었던 선수들이며, 스타플레이어라고 불린다.

## 사건/사고

### FA등록권 유료아이템 출시
일부 유저들이 다중계정을 생성하여 FA시장에서 선수를 옮기는 방법으로 젊은 선수들을 대거 영입하자 캐시아이템인 'FA등록권'을 구매해야만 선수를 등록할 수 있도록 하였다. 이로 인해 선수들의 값이 엄청나게 올라가는 등 부작용이 심해지자 유저들의 반발이 발생하였다.  그 이후, 선수 등록 방법을 24000CP를 소진해 등록하는 것으로 바꾸었다.
후에 24000CP에서 20000CP로 내리고 무료등록권을 배포하는방식으로 바뀌었다.